# Festival spisovatelů Praha
Festival spisovatelů Praha je literárně-kulturní festival, který se koná v Praze. V rámci autorských čtení se na festivalu každoročně představuje řada mezinárodních i domácích spisovatelů. Autorská čtení jsou doprovázena diskuzemi a dalším programem, jako jsou například křty knih, divadelní představení nebo filmové projekce.
Nadační fond Festivalu spisovatelů Praha také udílí ceny: výroční Cenu za svobodu projevu, Cenu rytíř kultury za filantropii a literární soutěž pro studenty středních škol Cenu Waltera Sernera. 
V roce 2017 byl FSP nominován v žebříčku The Top 36 Global Festivals společností FlightNetwork.

## Historie
Počátky Festivalu se datují už do roku 1980, kdy se ve spolupráci s časopisem „Index on Censorship“ v londýnském Keats House předčítala díla autorů ze střední a východní Evropy. U zrodu těchto čtení stál Michael March, jeho dnešní prezident, který se v roce 1991 rozhodl uspořádat v Praze přehlídku literatury českých autorů, kteří stáli v opozici proti komunistickému režimu. Ve Valdštejnském paláci tak na téma „Svatební přípravy na venkově: Rozvod politiky a kultury“ diskutovali například Josef Škvorecký, Ludvík Vaculík, Ivan Klíma, Eva Kantůrková, či Jiří Stránský. Původně festival probíhal jako součást Mezinárodního knižního veletrhu, v roce 1996 se však osamostatnil a o rok později se proměnil v kulturní nadaci.
Festival spisovatelů Praha se v roce 2005 konal ve Vídni a v roce 2013 v Pittsburghu. Každoročně představuje řadu světových literátů. V minulosti to byli například John Banville, Lawrence Ferlinghetti, Salman Rushdie, Irvine Welsh, William Styron či Nadine Gordimerová.
Hlavním posláním festivalu je propagovat českou i světovou literaturu, představovat českému publiku známé i méně známé literáty, básníky a spisovatele ze zahraničí (včetně laureátů Nobelových cen). Diskusní fóra jsou místem ke konfrontaci světových otázek s myšlením českým. Jsou podstatným vkladem k demokratizaci myšlení občanské společnosti. Festival dlouhodobě podporuje hlavní město Praha.
Témata
- 1991 Svatební přípravy na venkově: Rozvod politiky a literatury
- 1992 Paradise lost: Masová kultura versus literatura
- 1993–1995 Bez tematického zaměření
- 1996 Starověké večery
- 1997 „Texty pro nic“ Věnováno Samuelu Beckettovi
- 1998 Bohumil Hrabal: Příliš hlučná samota
- 1999 Vladimír Holan: Svoboda je vždycky rodná s dobrovolnou chudobou
- 2000 Jaroslav Seifert: Však nejkrásnější ze všech bohů je Láska
- 2001 Primo Levi: Když ne teď, kdy?
- 2002 Jean Genet: Pozor na jednoduché myšlenky
- 2003 William S. Burroughs: Nepodáváme zprávy. Píšeme je
- 2004 Joseph Roth: Nevím, kam jdu
- 2005 Giacomo Casanova
- 2006 Arthur Miller: Není život bez ideálů
- 2007 Dada East
- 2008 1968: Smích a zapomnění
- 2009 2001 noc: umění příběhu
- 2010 Kacířství a rebelie
- 2011 Někdo to rád horké
- 2012 Existuje pouze budoucnost
- 2013 Festival spisovatelů v Pittsburghu
- 2014 Láska a nenávist
- 2015 Strach
- 2016 Zločin a trest
- 2017 A příště už oheň
- 2018 Živé zlo
- 2019 Krása spasí svět
- 2020 Nezbývá než doufat

## Program
Program se skládá z odpoledních debat, večerních autorských čtení a doprovodných akci, jako jsou autogramiády ve spřízněných knihkupectvích, koncerty či filmové projekce. Dění na festivalu je simultánně tlumočeno do češtiny a angličtiny a živě přenášeno také na domovské stránky festivalu nebo přes iVysílání.
Festival spisovatelů Praha se koná každoročně v druhé polovině roku. Organizuje festivaly prezentující Prahu a Českou republiku, je ve spojení s podobně zaměřenými partnerskými organizacemi. Směřuje své aktivity také ke studentům.
Dlouhodobě spolupracuje s posluchači Karlovy univerzity, Masarykovy univerzity a Vyšší odborné školy publicistiky v Praze.
Spravuje také stránky literarni.cz Archivováno 13. 6. 2018 na Wayback Machine., na nichž uveřejňuje materiál z domácí i světové literární scény. Řada textů z této stránky je pak využívána pro potřeby FSP.

## Další činnosti

### Nadační Fond festivalu spisovatelů Praha
Pod záštitou Nadačního fondu také probíhá digitalizace rozsáhlého Archivu Festivalu Spisovatelů Praha, který je dostupný online.

### Cena Spirose Vergose za Svobodu projevu
Cenu Spirose Vergose za Svobodu projevu předává mezinárodní Festival spisovatelů Praha pravidelně od roku 2008. Soškou Zrození jezerní panny od akademického sochaře Olbrama Zoubka odměňuje autory, kteří se svou tvorbou a občanským postojem aktivně zasazují o prosazování a dodržování lidských práv a demokratických principů ve společnosti. Cena je pojmenována na paměť řeckého básníka, diplomata a ředitele mezinárodního Festivalu spisovatelů Praha Spirose Vergose.
Spiros Vergos se narodil v Athénách. Společensky se začal angažovat už v mládí – ještě jako středoškolák byl odsouzen za účast při studentských demonstracích a po puči v roce 1967 byl nucen odejít do exilu. Po návratu do Řecka se aktivně podílel na demokratizaci řeckých médií. Působil v diplomatických službách i jako tiskový poradce pro NATO. Vydal soubor esejů a tři sbírky poesie, z nichž do češtiny byl přiložen výbor „Kořeny v čase“.
Cenu Spirose Vergose za Svobodu projevu získala jako první v roce 2008 ruská básnířka Natalja Gorbaněvská, jedna z osmi statečných lidí, kteří v osmašedesátém roce na moskevském Rudém náměstí otevřeně protestovali proti okupaci Československa.
Druhým oceněným byl v roce 2009 syrský básník Adonis, který s osobitou poetikou proměnil pohled na arabskou historii i současnost. Autor, jehož hlas a myšlenky přetavují tradici i historii v nevšední a neotřelý zážitek a otevírají nové cesty psaní, myšlení i životu arabského společenství.
V roce 2010 získal cenu americký spisovatel Peter Matthiessen, který začal aktivně bojovat proti porušování lidských práv v padesátých letech. Ve svém filozofickém postoji, který do značné míry ovlivnilo i zen buddhistické smýšlení, zkoumá roli člověka a společnosti ve vztahu k prostředí, v němž žije. Pojilo jej rovněž přátelství s Janem Masarykem, se kterým se v New Yorku osobně setkal.
V roce 2011 cenu obdržel irácký básník Saadi Yousef, který vystupoval proti Saddámově režimu, v roce 2012 španělský spisovatel José Goytisolo, v roce 2013 německý spisovatel Günter Grass - a v roce 2020 nigerijský spisovatel Wole Soyinka.

### Cena Waltera Sernera
Výroční cena Nadačního fondu FSP pro studenty středních škol mladší jedenadvaceti let, pořádaná ve spolupráci s Městskou knihovnou v Praze a spřátelenými nakladatelstvími, které škole vítězného studenta věnují tituly ze své produkce.
Vítěznou povídku vybírá odborná porota složená z významných českých autorů a literárních znalců. Text je veřejně publikován a ohodnocen finanční odměnou a věcnými cenami.
Cena nese od roku 2007 jméno Karlovarského rodáka Waltera Sernera, světáka, hochštaplera a provokatéra, aktéra curyšského Kabaretu Voltaire a spolutvůrce myšlenkového hnutí dada.

## Publikační činnost
Edice SVĚTOVÍ BÁSNÍCI V PRAZE
- 1997 Portugalští básníci v Praze – antologie současných portugalských básníků přeložená Pavlou Lidmilovou
- 1997 Michael March: Když tančila – překlad: Hana Žantovská
- 1998 Giuseppe Conte: Modlitba k Lárům – překlad: Zdeněk Frýbort
- 1998 Dante Marianacci: Odysseovy návraty, překlad: Zdeněk Frýbort
- 1999 Spiros Vergos: Kořeny v čase – výbor z básní řeckého básníka a diplomata a exprezidenta mezinárodního Festivalu spisovatelů Praha v překladu Alexandry Büchler, Claudine Tourniaire
- 1999 Švédští básníci v Praze – Ostrými paprsky- překlad: Dagmar Hartlová a Milan Richter
- 2003 Bei Dao: Noční hlídka – antologie tvorby čínského básníka, zakladatele a významného představitele modernistického směru Zastřená poesie, přeložila Lucie Olivová
- 2006 Hans Magnus Enzensberger: Jed – Das Gift – bilingvní výbor z díla současného německého básníka, které bylo v naší zemi od šedesátých let téměř zapomenuté, přeložil Tomáš Kafka
- 2000 Černé olivy – antologie současných řeckých povídek
- 2005 Nelze-li jinak – kniha rozhovorů prezidenta mezinárodního Festivalu spisovatelů Praha Michaela Marche s významnými hosty festivalu
- 2006 The Garden Is Open- zvukový záznam ze společného koncertního vystoupení Eda Sanderse a The Plastic People of the Universe v Praze
- 2007 METANOIA- kniha fotografií Toma Lesleyho editovaná a uvedená Michaelem Marchem.
- 2008 Kateřina Anghelaki-Rooke: Když končí den, i v těle se stmívá / The Body grows dark together with the day – překlad: Miroslav Jidnra, Hana Žantovská, Zuzana Mayerová
- 2009 Dimitris Nollas: Dávný nepřítel – knihu povídek řeckého prozaika přeložila Nicole Votavová Sumelidisová a Simone Sumelidu
- 2010 Hans Magnus Enzensberger: Historie mraků – překlad: Tomáš Kafka
- 2010 Michael March: Jen slib – překlad: Hana Žantovská a Jiří Josek
- 2010 Derek Walcott: Hostina života – překlad: Miroslav Jindra

- Do publikační činnosti Nadačního fondu Festivalu spisovatelů Praha spadá také nepravidelné vydávání katalogů k jednotlivým ročníkům festivalu nebo jeho doprovodným akcím (výstava Dada East? v roce 2007).

## Kritika
V roce 2019 festival sklidil kritiku ze strany lidskoprávních aktivistů a části veřejnosti za účast australské spisovatelky Germaine Greerové, kterým vadili její transfobní výroky na adresu trans žen, kdy v rozhovoru pro BBC prohlásila, že „transgender ženy nejsou ženy“, nebo její kontroverzní názory na znásilnění či ženskou obřízku. Proti tomu se festival na svém facebookovém profilu ohradil: „(…) To, že dáváme prostor jinému názoru neznamená, že se Festival spisovatelů Praha s tímto názorem ztotožňuje. Naopak dává veřejnosti možnost vyjádřit mu svůj protichůdný názor. Musíme spolu mluvit.“ Dle vyjádření organizace Trans*parent však pořadatelé tím, že jí dávají veřejný prostor prezentovat své výroky pouze „posilují ve společnosti nenávist vůči trans ženám, které jsou už tak často terčem útoků“.